# Rolle Mit Hip Hop
Rolle Mit Hip Hop jest debiutanckim albumem niemieckiego rapera o pseudonimie Afrob. Płytę promował utwór Reimemonster z gościnnym udziałem Ferris MC.

## Lista utworów
1. Intro - 2:20
2. Reimemonster - 3:36 (Feat. Ferris MC)
3. Hip Hop Fans (Skit) - 0:22
4. Rolle Mit Hip Hop - 4:04
5. Ambaciata - 3:23
6. Geschichten Aus Der Nachbarschaft - 3:45
7. Bullenflash Teil 1 (Skit) - 0:56
8. Hörst Du Diesen Schrei ? - 4:24
9. Bullenflash Teil 2 (Skit) - 0:51
10. Wo Ihr Auch Seid - 3:52 (Feat. Johan)
11. Spektakulär Teil 1 - 1:17(Feat. Wasi)
12. Prime Time (Remix '99) - 4:24
13. Immer Noch Kaffer En Mass - 4:05 (Feat. Spezializtz)
14. Einfach - 4:18 (Feat. Skills en Masse)
15. RingRing (Skit) - 0:11
16. Es Trafen Sich ... (Skit) - 0:31
17. Spektakulär Teil 2 - 2:48 (Feat. Wasi)
18. Geht Ab - 4:21
19. Call From Boston (Skit) - 1:39
20. Keiner Für Den Andern - 4:55 (Feat. Skills En Masse)
21. Marlena & Branka (Skit) - 1:01
22. Lieb Den Scheiß - 3:51 (Feat. Max Herre)
23. Prime Time '99 - 4:42